# EBITDAR
Das EBITDAR ist eine betriebswirtschaftliche Kennzahl, die eine Angabe zum Betriebsergebnis eines Unternehmens macht.

## Definition
EBITDAR ist die Abkürzung für englisch: earnings before interest, taxes, depreciation, amortization, and restructuring or rent costs. Das bedeutet „Ergebnis vor Zinsen, Steuern, Abschreibungen auf Sachanlagen und Abschreibungen auf immaterielle Vermögensgegenstände und Mieten oder Restrukturierungskosten“. Es ist somit eine Beschreibung der operativen Leistungsfähigkeit vor Investitionsaufwand (operativer Gewinn). Es handelt sich dabei um eine Weiterentwicklung der Betrachtung eines bereinigten EBITDA zur Erfolgsbeurteilung.
Der nachhaltige EBITDAR umfasst das Betriebsergebnis, das weder die für das genutzte Anlagevermögen erforderlichen Aufwendungen (Mieten, Zinsen und Abschreibungen) enthält und außerdem um außerordentliche sowie periodenfremde Aufwendungen und Erträge bereinigt ist.

## Anwendung
Das EBITDAR hat eine größere Bedeutung bei Immobilieninvestmentfirmen, Hotels, Restaurants, Krankenhäusern und Pflegeheimen mit Leasingverträgen für ihre Immobilien oder wenn die Gebäude nicht im Eigenbesitz sind und angemietet werden. Da Mietzinsen auch Kapitalkosten sind, sind sie den "normalen" Zinsen für Fremd- und Eigenkapital gleichzustellen.
Sie findet unter anderem Anwendung als Steuerungskennzahl im betrieblichen Controlling, bei der Unternehmensbewertung, bei der Bewertung der Kreditwürdigkeit von Unternehmen in bestimmten Branchen ihre Anwendung. Wegen der eingeschränkten Aussagekraft werden dabei oft noch weitere Kennzahlen berücksichtigt.
EBITDAR kann von Nutzen sein, wenn zwei Unternehmen der gleichen Branche mit unterschiedlichen Strukturen ihres Vermögens verglichen werden sollen – zum Beispiel bei der Betrachtung zweier Pflegeheim-Unternehmen: ein Unternehmen mietet seine Pflegeheime und das andere besitzt seine Häuser und bezahlt somit keine Miete, sondern hat stattdessen Kapitalaufwendungen, die nicht unbedingt in der gleichen Größenordnung wie die Abschreibung liegen. Mit der Betrachtung von EBITDAR kann man die Effizienz der betrieblichen Abläufe vergleichen, ohne Rücksicht auf die Struktur ihres Vermögens.
Die Gewinngröße ist nicht über den Rechnungslegungsstandard GAAP geregelt.

## EBITDAR-Marge
Die EBITDAR-Marge (englisch: EBITDAR margin) ist das Verhältnis von EBITDAR zu Umsatz (EBITDAR geteilt durch Umsatz). Ob die EBITDAR-Marge eine sinnvolle Aussage ergibt, ist umstritten und hängt auch sehr stark von der Art des Geschäfts ab.
{\displaystyle {\text{EBITDAR-Marge}}={\frac {\text{EBITDAR}}{\text{Umsatz}}}}